# Крюков, Константин Алексеевич
Константин Алексеевич Крюков (8 июня 1922—20 января 1979) — полковник Советской Армии, участник Великой Отечественной войны, Герой Советского Союза (1944).

## Биография
Константин Крюков родился 8 июня 1922 года в селе Хламово. В 1926 году переехал в Московскую область, где окончил девять классов школы и аэроклуб. В 1940 году Крюков был призван на службу в Рабоче-крестьянскую Красную Армию. В том же году он окончил Качинскую военную авиационную школу пилотов. С июня 1941 года — на фронтах Великой Отечественной войны. Принимал участие в боях на Западном и 1-м Белорусском фронтах.
К октябрю 1943 года гвардии старший лейтенант Константин Крюков был заместителем командира эскадрильи 12-го гвардейского истребительного авиаполка 320-й истребительной авиадивизии 1-й воздушной истребительной армии ПВО. К тому времени он совершил 297 боевых вылетов, принял участие в 24 воздушных боях, сбив 5 вражеских самолётов лично и ещё 10 — в составе группы.
Указом Президиума Верховного Совета СССР от 29 марта 1944 года за «образцовое выполнение боевых заданий командования на фронте борьбы с немецкими захватчиками и проявленные при этом мужество и героизм» гвардии старший лейтенант Константин Крюков был удостоен высокого звания Героя Советского Союза с вручением ордена Ленина и медали «Золотая Звезда» за номером 3177.
После окончания войны Крюков продолжил службу в Советской Армии. В 1949 году он окончил Военно-воздушную академию. В 1958 году в звании полковника Крюков был уволен в запас. Проживал в Москве. Скончался 20 января 1979 года, похоронен на Кунцевском кладбище Москвы.
Был также награждён двумя орденами Красного Знамени, орденом Отечественной войны 1-й степени, двумя орденами Красной Звезды, рядом медалей.

## Список известных побед

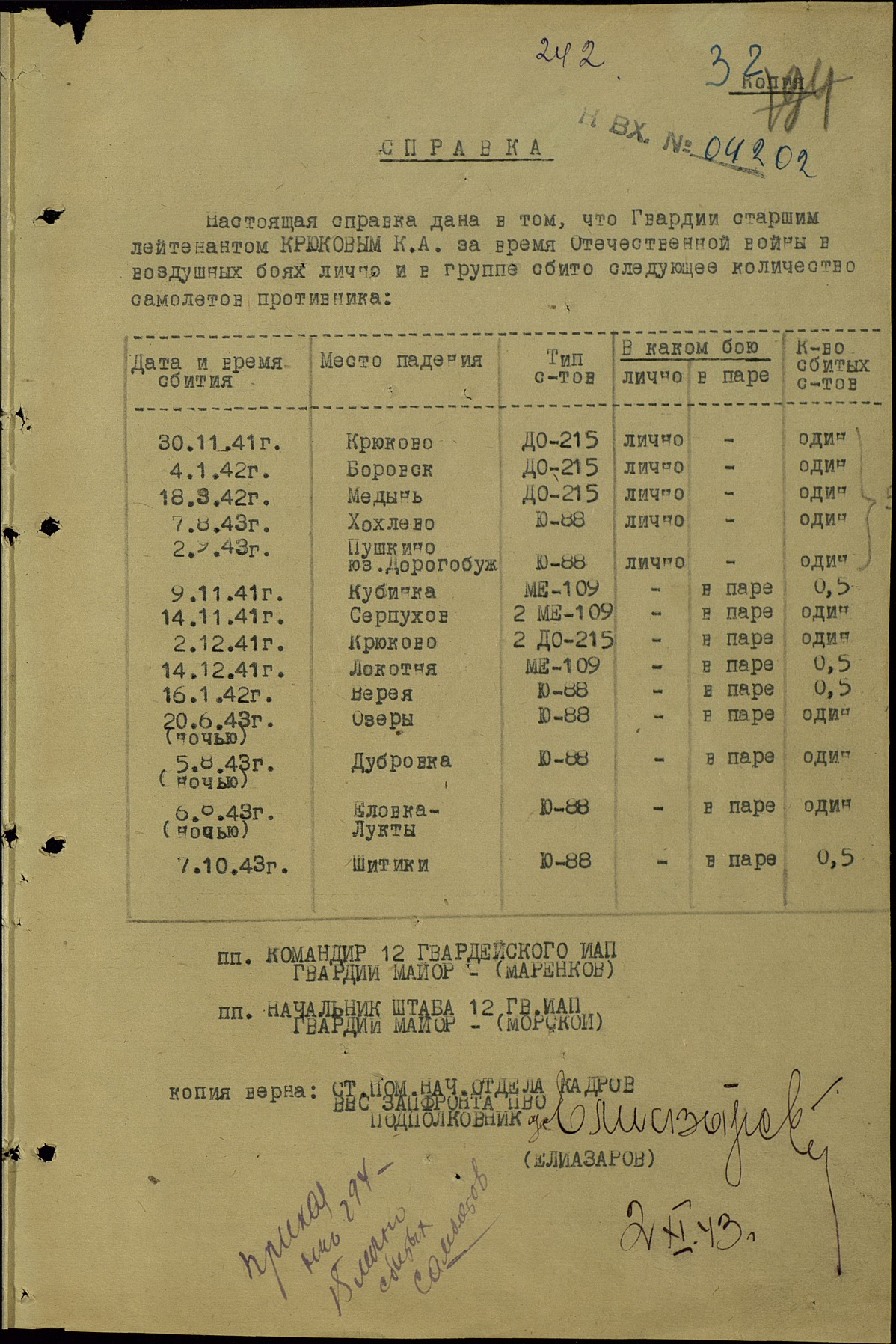
Справка Крюкову К.А. о сбитых самолётах противника.

Список приводится в соответствии со справкой из архива
| №  | Дата         | Тип самолёта         | Место боя     |
| -- | ------------ | -------------------- | ------------- |
| 1  | 9.11.1941    | Messerschmitt Bf.109 | р-н Кубинка   |
| 2  | 14.11.1941   | Messerschmitt Bf.109 | р-н Серпухова |
| 3  | 14.11.1941   | Messerschmitt Bf.109 | р-н Серпухова |
| 4  | 30.11.1941   | Dornier Do 215       | р-н Крюково   |
| 5  | 2.12.1941    | Dornier Do 215       | р-н Крюково   |
| 6  | 2.12.1941    | Dornier Do 215       | р-н Крюково   |
| 7  | 14.12.1941   | Messerschmitt Bf.109 | р-н Локотня   |
| 8  | 4.1.1942     | Dornier Do 215       | р-н Боровск   |
| 9  | 16.1.1942    | Junkers Ju 88        | р-н Верея     |
| 10 | 18.3.1942    | Dornier Do 215       | р-н Медынь    |
| 11 | 20/21.6.1943 | Junkers Ju 88        | р-н Озеры     |
| 12 | 5.8.1943     | Junkers Ju 88        | р-н Дубровка  |
| 13 | 6.8.1943     | Junkers Ju 88        | ю/в Дорогобуж |
| 14 | 7.8.1943     | Junkers Ju 88        | р-н Хохлево   |
| 15 | 2.9.1943     | Junkers Ju 88        | р-н Пушкино   |
| 16 | 7.10.1943    | Junkers Ju 88        | р-н Шитики    |